# Lacipea muscosella
Lacipea muscosella är en fjärilsart som beskrevs av Walker 1863. Lacipea muscosella ingår i släktet Lacipea och familjen mott. Inga underarter finns listade i Catalogue of Life.